# NGC 6032
NGC 6032 је спирална галаксија у сазвежђу Херкул која се налази на NGC листи објеката дубоког неба.
Деклинација објекта је + 20° 57' 21" а ректасцензија 16h 3m 1,1s. Привидна величина (магнитуда) објекта NGC 6032 износи 13,5 а фотографска магнитуда 14,3. Налази се на удаљености од 42,847 милиона парсека од Сунца. NGC 6032 је још познат и под ознакама UGC 10148, MCG 4-38-16, CGCG 137-21, IRAS 16008+2105, PGC 56842.